# Gratianus római császár
Gratianus, teljes nevén Flavius Gratianus (Sirmium, 359. április 18. vagy május 23. – Lugdunum, 383. augusztus 25.) római császár (367/375 – 383), I. Valentinianus nagyobbik fia, II. Valentinianus bátyja.

## Élete
Apja 367-ben, 8 éves korában augustusként társcsászárává tette és együtt uralkodtak nyugaton, míg keleten a hatalom nagybátyjáé, apja öccséé, Valensé volt ekkor. I. Valentinianus 375-ben ugyancsak augustusszá emelte az ekkor négyéves kisebbik fiát, II. Valentinianust is, majd meghalt. A tényleges hatalom nyugaton Gratianusé lett, öccsével mint társcsászárral, keleten pedig Valens uralkodott tovább.
Apjához képest visszafogottan uralkodott, nem szorgalmazta a pogány templomok bezárását, földjeik elvételét, nem tiltotta a pogány kultuszokat. 376-ban az Antiokheiában tartózkodó Valens engedélyezte a hunok elől menekülő nyugati gótoknak, hogy átkeljenek a Dunán és Trákia provinciában telepedjenek le. Engedély nélkül a keleti gótok egy része is követte őket, amiből ellátási gondok és egyéb gondok származtak. 378-ban Valens Konstantinápolyba ment és segítséget kért Gratianustól is. Nem várta be azonban megérkezését, mielőtt éppen Trákiába ért volna, megütközött a gótokkal. A hadrianopolisi csatában döntő vereséget szenvedett és elesett.
Gratianus úgy érezte, hogy 8 éves öccsével nem tudja az egész birodalmat kormányozni, ezért 379. január 19-én Sirmiumban augustusként keleti társcsászárává tette Flavius Theodosiust, akit már az 5. századtól kezdve Nagy Theodosiusként emlegetnek a források.
Gratianus visszavonult nyugatra, ahol hamarosan Maximus Britannia, majd Hispania és Gallia tényleges uraként trónkövetelőként lépett fel. Gratianust 383-ban meggyilkolták, jogszerű nyugati augustusként öccse, az ekkor 12 éves II. Valentinianus került hatalomra.